# 永利彝族乡
永利彝族乡，是中华人民共和国四川省雅安市汉源县下辖的一个乡镇级行政单位。

## 行政区划
永利彝族乡下辖以下地区：
竹坪村、莫朵村、马坪村、古路村、万家村和杉树村。